# Derek Hansen
Derek Hansen (ur. Londyn, 1944) – pisarz. Urodził się w Anglii, wychował w Nowej Zelandii, a obecnie mieszka w Sydney w Australii.

## Twórczość

### Powieści
- Sole Survivor
- Lunch with the Generals
- Lunch with Mussolini
- Lunch with the Station Master
- Lunch with a Soldier
- Blockade (1998)
- Perfect Couple (2000)
- Remember me (2007)

### Opowiadania
- Dead Fishy
- Psycho Cat
- Something Fishy (2005)